# Lista de municípios de Rondônia por IDH-M

Mapa do IDH de Rondônia.Legenda:
Muito alto (nenhum município)
Alto (7 municípios)
Médio (36 municípios)
Baixo (9 municípios)
Muito baixo (nenhum município)

Esta é uma lista de municípios do estado de Rondônia por Índice de Desenvolvimento Humano (IDH), segundo dados do Programa da Nações Unidas para o Desenvolvimento (PNUD) datados do ano 2010. De acordo com os dados de 2010, o município com o maior Índice de Desenvolvimento Humano no estado de Rondônia era Porto Velho, com um índice de 0,736 (considerado alto), e o município com o menor índice foi Vale do Anari, com um índice de 0,584 (considerado baixo). De todos os municípios do estado, nenhum município registrou um IDH muito alto, enquanto 7 apresentaram um IDH alto, 36 municípios IDH médio, 9 IDH baixo, e nenhum município IDH muito baixo.
O cálculo do índice é composto a partir de dados de expectativa de vida ao nascer (IDH-L), educação (IDH-E), e PIB em Paridade do Poder de Compra per capita (IDH-R) recolhidos em nível nacional ou regional, e possui o objetivo de medir o padrão de vida. O índice foi desenvolvido em 1990 pelos economistas Amartya Sen e Mahbub ul Haq, e vem sendo usado desde 1993 pelo Programa das Nações Unidas para o Desenvolvimento (PNUD).
O Índice de Desenvolvimento Humano varia de 0 até 1, e nesta lista é dividido em cinco categorias: IDH muito alto (0,800 – 1,000), IDH alto (0,700 – 0,799), IDH médio (0,600  0,699), IDH baixo (0,500 – 0,599) e IDH muito baixo (0,000 – 0,499).

## Lista

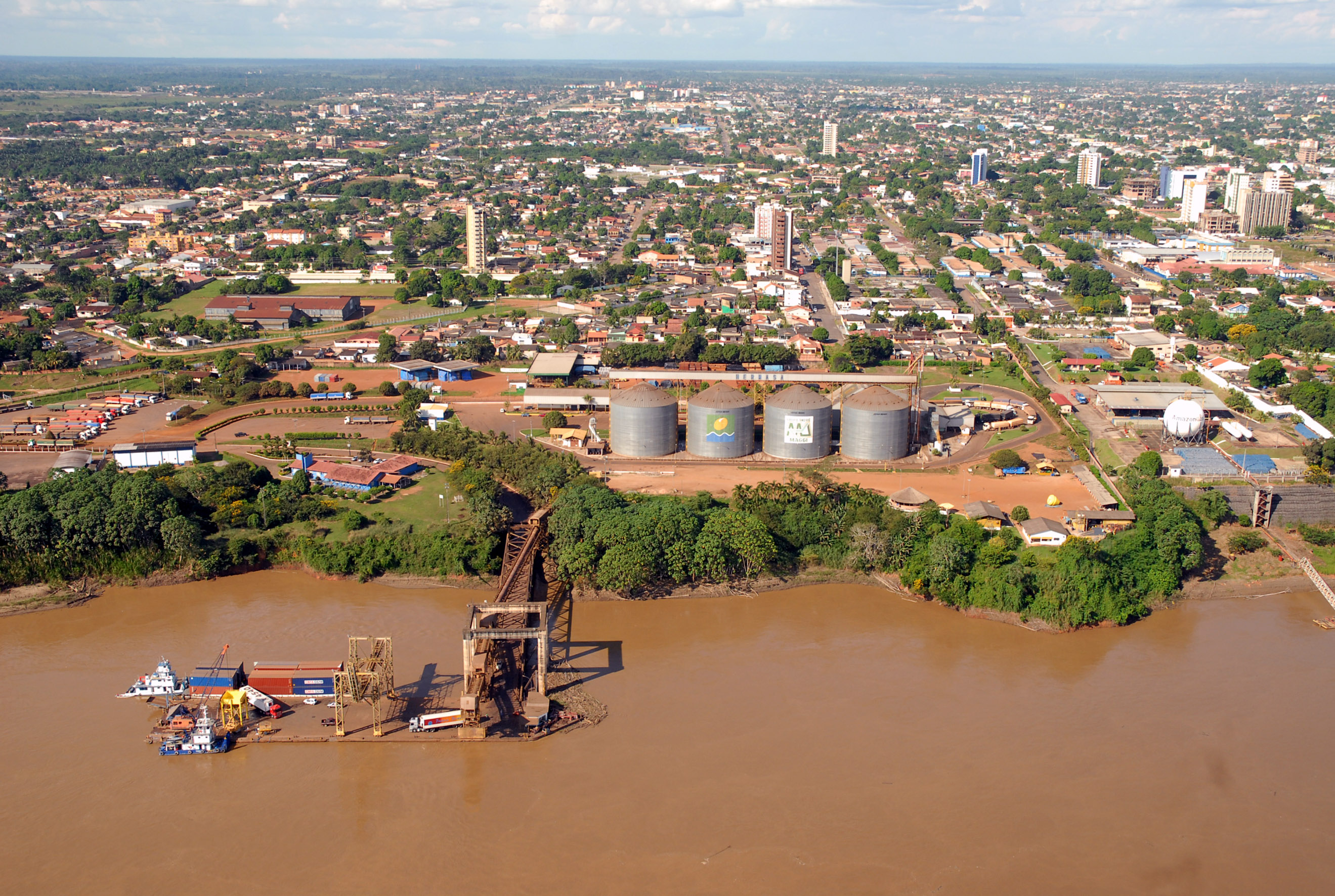
Vista de Porto Velho.

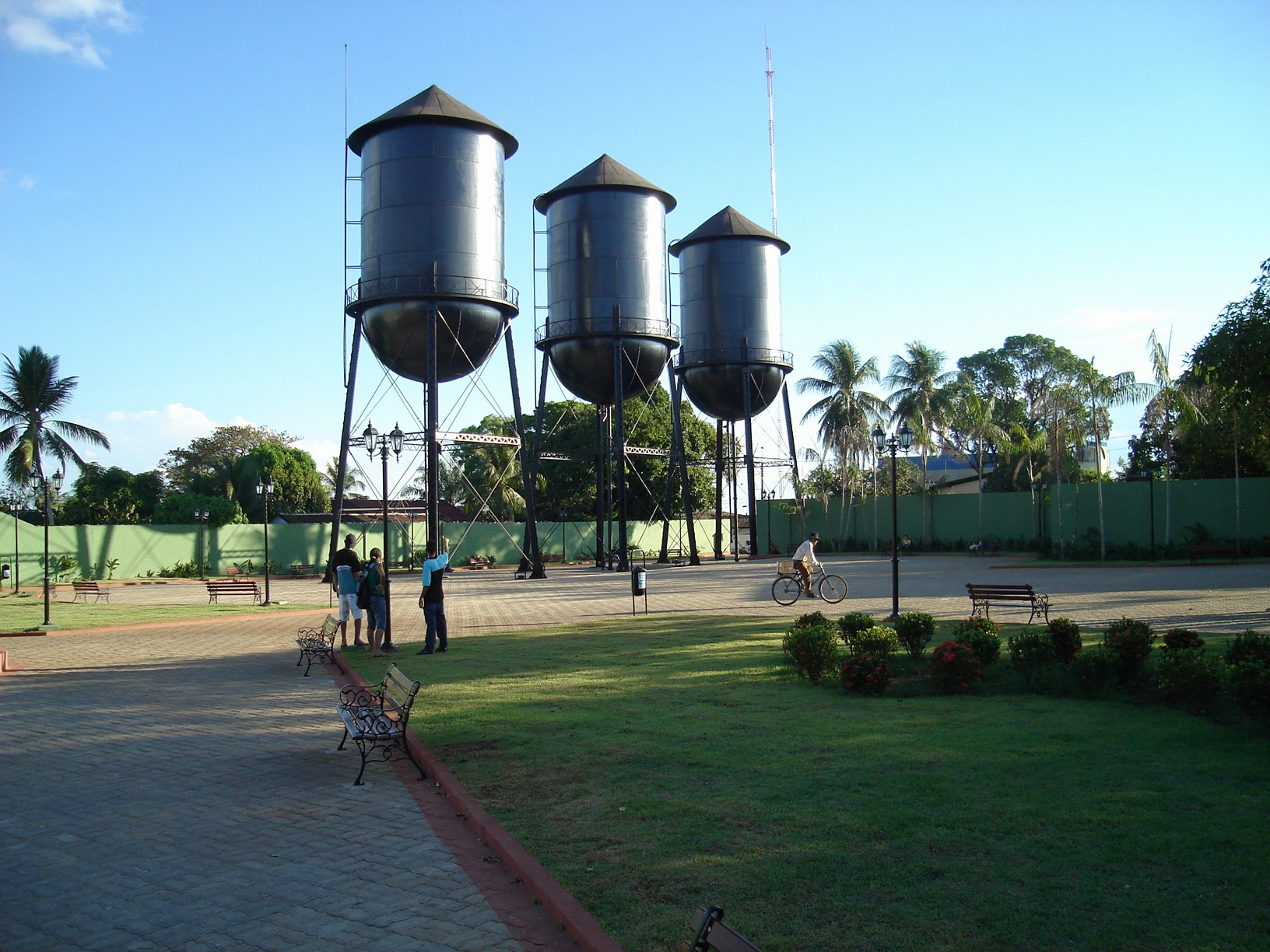
Praça das Três Marias em Porto Velho.

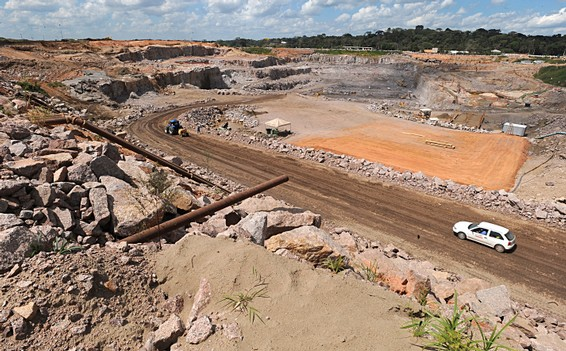
Obras da usina hidrelétrica Santo Antônio, uma das maiores do mundo, localizada no Rio Madeira em Porto Velho.

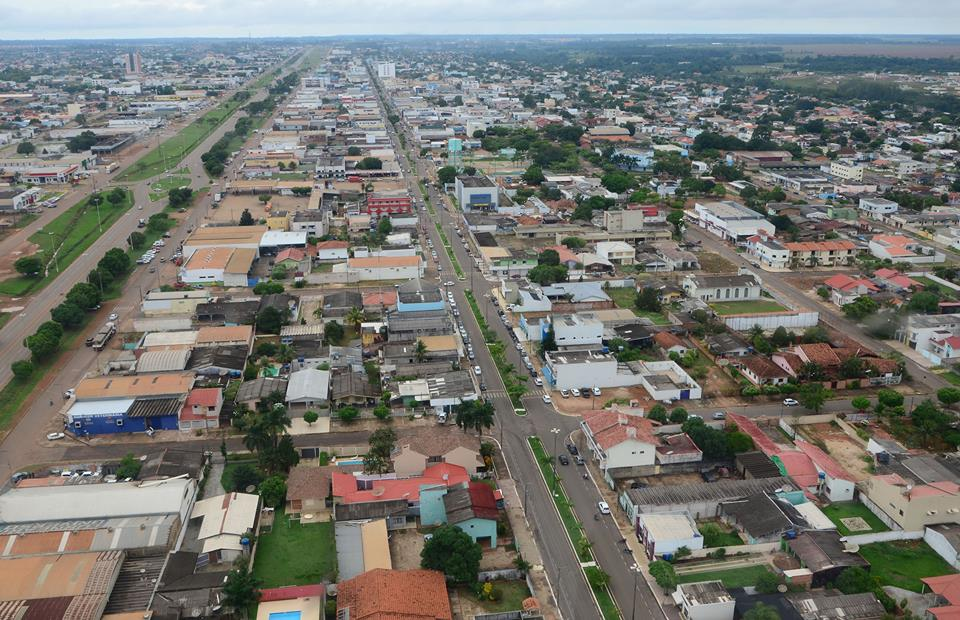
Vista aérea da cidade de Vilhena.

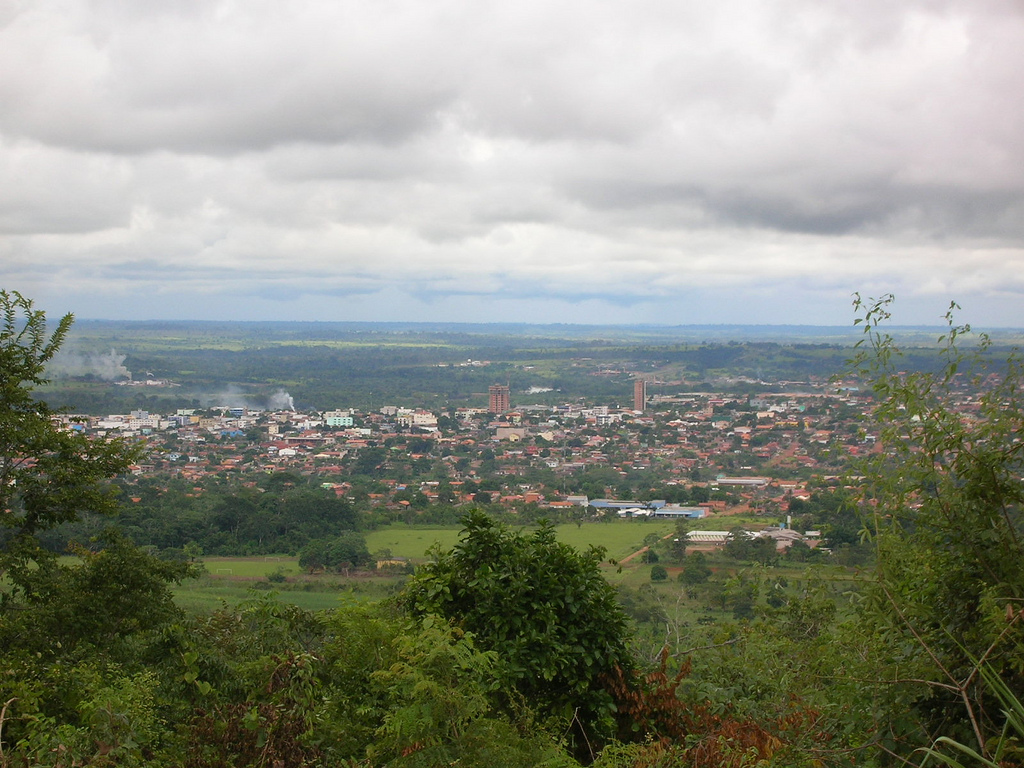
Vista parcial de cidade de Cacoal.

| Posição           | Município                 | Dados de 2010    | Dados de 2010    | Dados de 2010    | Dados de 2010    |
| Posição           | Município                 | IDH municipal    | IDH renda        | IDH longevidade  | IDH educação     |
| IDH-M muito alto  | IDH-M muito alto          | IDH-M muito alto | IDH-M muito alto | IDH-M muito alto | IDH-M muito alto |
| ----------------- | ------------------------- | ---------------- | ---------------- | ---------------- | ---------------- |
| nenhum município  |                           |                  |                  |                  |                  |
| IDH-M alto        |                           |                  |                  |                  |                  |
| 1                 | Porto Velho               | 0.736            | 0.764            | 0.819            | 0.638            |
| 2                 | Vilhena                   | 0.731            | 0.734            | 0.808            | 0.659            |
| 3                 | Cacoal                    | 0.718            | 0.727            | 0.821            | 0.620            |
| 4                 | Ji-Paraná                 | 0.714            | 0.728            | 0.810            | 0.617            |
| 5                 | Pimenta Bueno             | 0.710            | 0.726            | 0.803            | 0.613            |
| 6                 | Ariquemes                 | 0.702            | 0.716            | 0.806            | 0.600            |
| 7                 | Rolim de Moura            | 0.700            | 0.709            | 0.808            | 0.598            |
| IDH-M médio       |                           |                  |                  |                  |                  |
| 8                 | Cerejeiras                | 0.692            | 0.688            | 0.799            | 0.602            |
| 9                 | Jaru                      | 0.689            | 0.687            | 0.825            | 0.577            |
| 10                | Colorado do Oeste         | 0.685            | 0.676            | 0.814            | 0.584            |
| 11                | Ouro Preto do Oeste       | 0.682            | 0.687            | 0.812            | 0.569            |
| 12                | Espigão d'Oeste           | 0.672            | 0.691            | 0.819            | 0.536            |
| 13                | Santa Luzia d'Oeste       | 0.670            | 0.657            | 0.812            | 0.564            |
| 14                | Pimenteiras do Oeste      | 0.665            | 0.662            | 0.816            | 0.545            |
| 15                | Presidente Médici         | 0.664            | 0.671            | 0.792            | 0.550            |
| 16                | Castanheiras              | 0.658            | 0.650            | 0.803            | 0.547            |
| 17                | Guajará-Mirim             | 0.657            | 0.663            | 0.823            | 0.519            |
| 18                | Chupinguaia               | 0.652            | 0.659            | 0.820            | 0.514            |
| 19                | Cabixi                    | 0.650            | 0.650            | 0.757            | 0.559            |
| 20                | Candeias do Jamari        | 0.649            | 0.652            | 0.819            | 0.512            |
| 20                | São Felipe d'Oeste        | 0.649            | 0.615            | 0.780            | 0.571            |
| 22                | Cacaulândia               | 0.646            | 0.664            | 0.801            | 0.506            |
| 22                | São Miguel do Guaporé     | 0.646            | 0.644            | 0.781            | 0.537            |
| 24                | Mirante da Serra          | 0.643            | 0.673            | 0.800            | 0.494            |
| 24                | Alvorada d'Oeste          | 0.643            | 0.654            | 0.763            | 0.534            |
| 24                | Teixeirópolis             | 0.643            | 0.653            | 0.818            | 0.498            |
| 24                | Nova Brasilândia d'Oeste  | 0.643            | 0.664            | 0.763            | 0.524            |
| 24                | Rio Crespo                | 0.643            | 0.637            | 0.813            | 0.513            |
| 29                | Primavera de Rondônia     | 0.641            | 0.645            | 0.799            | 0.512            |
| 29                | Alta Floresta d'Oeste     | 0.641            | 0.657            | 0.763            | 0.526            |
| 31                | Ministro Andreazza        | 0.638            | 0.647            | 0.776            | 0.518            |
| 32                | Novo Horizonte do Oeste   | 0.634            | 0.606            | 0.799            | 0.527            |
| 33                | Vale do Paraíso           | 0.627            | 0.641            | 0.792            | 0.485            |
| 34                | Alto Paraíso              | 0.625            | 0.664            | 0.804            | 0.457            |
| 35                | Parecis                   | 0.617            | 0.604            | 0.800            | 0.485            |
| 36                | Buritis                   | 0.616            | 0.650            | 0.751            | 0.479            |
| 37                | Itapuã do Oeste           | 0.614            | 0.633            | 0.751            | 0.488            |
| 38                | Corumbiara                | 0.613            | 0.630            | 0.774            | 0.473            |
| 39                | Cujubim                   | 0.612            | 0.663            | 0.789            | 0.439            |
| 40                | Costa Marques             | 0.611            | 0.616            | 0.751            | 0.493            |
| 40                | São Francisco do Guaporé  | 0.611            | 0.657            | 0.751            | 0.462            |
| 42                | Urupá                     | 0.609            | 0.621            | 0.772            | 0.471            |
| 43                | Monte Negro               | 0.607            | 0.645            | 0.762            | 0.454            |
| IDH-M baixo       |                           |                  |                  |                  |                  |
| 44                | Seringueiras              | 0.598            | 0.644            | 0.779            | 0.427            |
| 45                | Governador Jorge Teixeira | 0.596            | 0.627            | 0.762            | 0.444            |
| 45                | Machadinho d'Oeste        | 0.596            | 0.629            | 0.755            | 0.446            |
| 47                | Campo Novo de Rondônia    | 0.593            | 0.667            | 0.772            | 0.404            |
| 48                | Alto Alegre dos Parecis   | 0.592            | 0.603            | 0.777            | 0.443            |
| 49                | Theobroma                 | 0.589            | 0.622            | 0.757            | 0.434            |
| 50                | Nova União                | 0.587            | 0.608            | 0.753            | 0.442            |
| 50                | Nova Mamoré               | 0.587            | 0.619            | 0.769            | 0.424            |
| 52                | Vale do Anari             | 0.584            | 0.626            | 0.756            | 0.421            |
| IDH-M muito baixo |                           |                  |                  |                  |                  |
| nenhum município  |                           |                  |                  |                  |                  |